# پانچ کوشا
پانچ کوشا (انگلیسی: Panchakoshas)، آتمان در عالم صغیر به شکل تعینات جسمانی تجلی می‌کند.

## آتمان
برهمن نامتناهی، بر اثر توهم، نسبیت می‌یابد و به چهار مرتبهٔ وجود تنزل می‌کند:
1. عالم بیداری.
2. عالم رؤیا و مثال.
3. عالم خواب عمیق.
4. مقام بی مقامی، خود آتمان که هرگز ظاهر نمی‌شود.

این تعینات در عالم صغیر به صورت تعینات پنج گانهٔ پانچ کوشا (Panch-kosa) یعنی قشر طعام، قشر نفس، قشر ذهن و قشر عقل و غیره جلوه می‌کنند. این تعینات حجاب و پرده ای ایجاد می‌کند و مانع آن می‌شود که ما نور باطن خویش را ببینیم.

## تخیل
تخیل جهانی و عینی «مایا» و تخیل ذهنی و شخصی «اویدا» (avidya) است. نادانی، عجز و ناتوانی ما برای تشخیص و تفکیک (viveka) واقعیت از غیر واقعیت است.
«مایا» که قوهٔ متخیله است، آفرینش را بر اثر یک سلسه «برنهادن» غیر واقعیت به واقعیت ایجاد می‌کند.

## مایع نجومی
در رسالات یوگا، جسمی را که از مایع نجومی (Astral Fluid) شکل گرفته‌است، پرانامایا کوشا (Prānamaya kosha) نام می‌نهند، و جسم فیزیکی را اننامایا کوشا (Annamaya kosha) می‌خوانند، که به ترتیب به معنای پوشش‌های تشکیل شده از پرانا و خوراک می‌باشند. پوشش، یا جلد سومی، که دارای قدرت‌های روانی است، روحی یا مانومایا کوشا (Manamaya kosha) نام دارد.

## پرانا
پرانا به عنوان اولین اصل خلقت، (ماهات) است که در همه چیز ساری است، و به‌طور فردی، پرانامایاکوشا (Pranamayakosha) را درست می‌کند، مایع نجومی؛ پرانامایاکوشا (Pranamaykosha)، اننامایاکوشا (Annanamaykosha)، و مانومایاکوشا (Manomayakosha) را به هم مرتبط می‌کند.